# Hnutí čistých srdcí
Hnutí čistých srdcí (polsky Ruch Czystych Serc (RCS)) je hnutí mladých založené katolickým časopisem Miłujcie się!, jehož cílem je život v čisté lásce (čistotě srdce) a svobodě, kterou dává Kristus. Patronkou hnutí je bl. Karolina Kózkówna, dívka, která zemřela, když se bránila znásilnění.
Členové hnutí se zavazují zdržet se sexuálních styků před uzavřením svátosti manželství. V dodržení tohoto předsevzetí jim pomáhají každodenní modlitby, čtení Bible, adorace, pravidelné zpovídání se a co nejčastější účast na Svatém přijímání.
Mimo výše zmíněné závazky je obecným cílem členů prací na svém charakteru posílit své sebeovládání a vůli. Obecně odmítají přemíru alkoholu, kouření, drogy a pornografii.
Ideje hnutí dobře charakterizují slova papeže Jana Pavla II.: Musíte být na sebe nároční, i když ostatní na vás nároční nebudou…